# Eddy Merckx Cycles
La Eddy Merckx Cycles è un'azienda produttrice di biciclette da corsa, fondata nel 1980 a Meise dall'ex ciclista Eddy Merckx.

## Storia
Da poco ritiratosi dalle corse, il 28 marzo 1980 Eddy Merckx, considerato il ciclista più forte di sempre, inaugura la propria azienda di telai, la "Eddy Merckx". L'idea di dotarsi di una propria produzione con il nome "Merckx" gli viene suggerita dal celebre telaista e imprenditore Ugo De Rosa, che aveva lavorato con lui per diversi anni alla Molteni; lo stesso De Rosa, nell'arco di alcune settimane, dà il proprio contributo trasmettendo la propria esperienza di costruttore ai tecnici della nuova società. La sede viene stabilita in una vecchia fattoria di Meise, nella provincia del Brabante Fiammingo.
Già nel 1982, equipaggiando la formazione Capri Sonne, i nuovi telai marchiati Merckx sono portati al successo in una tappa del Tour de France. Negli anni seguenti la società si afferma tra i principali produttori di biciclette da corsa in Belgio, fornendo, nei decenni 1980 e 1990, anche importanti squadre professionistiche come 7-Eleven/Motorola e Telekom.
Nel 2008 Merckx cede la società. Seguono alcuni anni di difficoltà economica, legati a un'errata stima di crescita e all'insostenibilità della sponsorizzazione accordata alla squadra Quick Step nel biennio 2010-2011. Nel 2012 la società viene rilevata dal consorzio Diepensteyn, che si fa carico di un'iniezione di capitali, e che richiama in società Eddy Merckx come consulente; la produzione viene inoltre spostata da Meise a una sede più ampia a Zellik, nell'area suburbana di Bruxelles. Nel 2017 Eddy Merckx Cycles viene acquisita da Ridley Bikes: le due società vengono unite in un unico nuovo gruppo, denominato "Belgian Cycling Factory".

## Modelli
Tra i modelli più famosi della società ci sono l'EM525, che prende il nome dal numero delle vittorie di Merckx, e l'EM3, una bici da gran fondo. Modelli più recenti da strada, come SanRemo76, Mourenx69 e Stockeu69, richiamano nel nome alcune delle più importanti vittorie di Eddy Merckx.